# Stanisław Żukowski
Stanisław Żukowski (russisch Станислав Юлианович Жуковский Stanislaw Julianowitsch Schukowski; * 25. Mai 1873 in Jendrichowitschi (polnisch Jędrychowice; russisch Ендриховичи), Russisches Kaiserreich, heute Belarus; † August 1944 in Pruszków) war ein polnischer Impressionist und Mitglied der russischen Künstlervereinigung Mir Iskusstwa.

## Leben
Żukowskis Mutter Maria entstammte der Warschauer Adelsfamilie Wierzbicki. Väterlicherseits entstammte er einer ehemals begüterten polnischen Adelsfamilie, die am Januaraufstand 1863 teilgenommen hatte und aufgrund der darauf folgenden Sanktionen enteignet und ihrer Adelsrechte enthoben wurde. Er wurde in Jendrichowitschi, etwa 5 km westlich von Roś am gleichnamigen Fluss bzw. 15 km nordwestlich der Stadt Vaǔkavysk in der ehemaligen Provinz Grodno, der heutigen belarussischen Oblast Hrodsenskaja Woblasz als jüngstes von drei Kindern geboren. Die Mutter unterrichtete die Kinder in Fremdsprachen, Musik und ermutigte sie zu zeichnen. Ab Herbst 1880 besuchte Żukowski das Gymnasium in Warschau, danach wurde er zur weiteren Ausbildung an die Hochschule nach Białystok geschickt. Dort entdeckte einer seiner Lehrer, Absolvent der Stroganow-Kunstschule in Moskau, das künstlerische Talent des Jungen.
Nach dem Tod seiner Mutter schrieb sich Żukowski im Jahr 1892 ohne Wissen seines Vaters, der eine künstlerische Ausbildung seines Sohnes als Pole in Russland ablehnte, an der Moskauer Hochschule für Malerei, Bildhauerei und Architektur ein und nahm außerdem Unterricht bei Isaak Iljitsch Lewitan. Zu seinen Lehrern zählten unter anderem Nikolai Alexejewitsch Kassatkin, Konstantin Apollonowitsch Sawizki, Abram Jefimowitsch Archipow und Leonid Ossipowitsch Pasternak. Entscheidenden Einfluss auf die Bildung von Żukowski als Künstler hatte Wassili Dmitrijewitsch Polenow, der zwar nicht sein Lehrer war, dessen Studio er aber in seiner Freizeit oft besuchte.

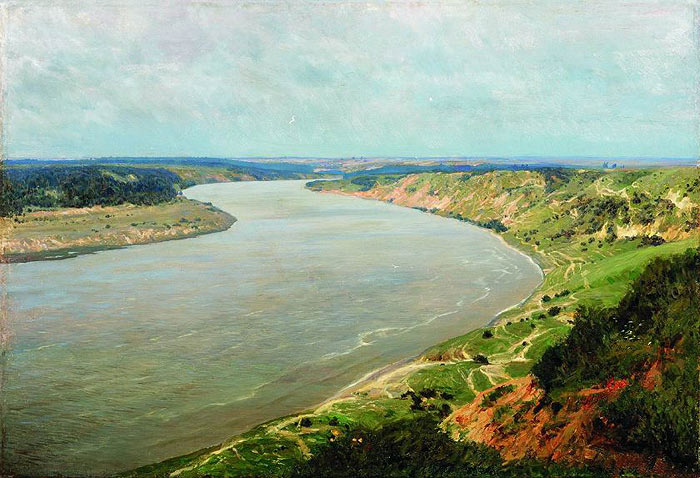
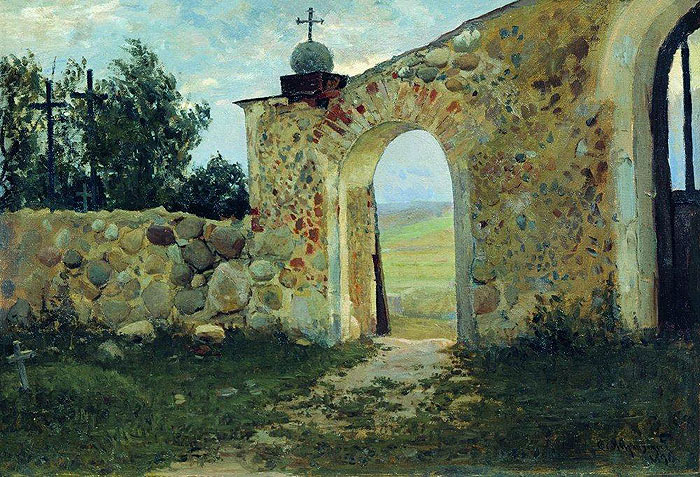

In den 1890er bis 1900er Jahren bereiste er zu Studienzwecken Zentralrussland, die Krim, 1900 bis 1901 die Ukraine und Polen, 1895, 1901, 1916 die Provinz Grodno, 1903 Yalta. Die Sommermonate verbrachte er in den Moskauer Vororten, in Twer und Orjol. Dazu erhielt er vom 1. Januar bis Anfang März 1895 ein Stipendium “für kostenlose Unterkünfte in allen Städten im Bereich des Russischen Reiches (mit Erlaubnis, Skizzen aus der Natur zu zeichnen)”, ebenso für die Zeit vom 6. März bis 1. September 1895 mit einer weiteren Verlängerung der Frist bis zum 23. August 1896, die er unter anderem in der Region Grodno verbrachte. Bei Ausstellungen seiner Schule errang er 1896 und 1897 eine kleine Silbermedaille, und 1901 für das Gemälde „Mondnacht“ eine große Silbermedaille, verbunden mit der Erlaubnis, im öffentlichen Dienst eine Position als Lehrer auszuüben. Zudem wurde die „Mondnacht“ in die Moskauer Tretjakow-Galerie aufgenommen. In das Jahr 1897 fiel auch die Heirat mit Alexandra Ignatieff (Аляксандрай Ігнацьевай), eine Freundin aus der Hochschulzeit, mit der er auch nach ihrer späteren Trennung freundschaftlich verbunden blieb.

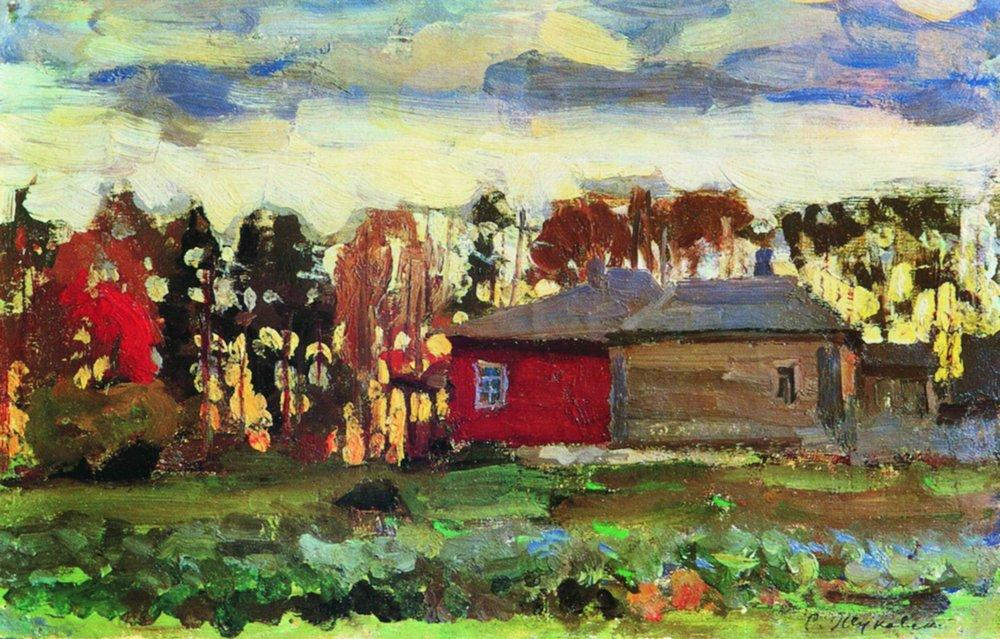
Herbstabend (1905)

Ab 1895 nahm Żukowski oft an Ausstellungen der Moskauer Gesellschaft der Kunstfreunde teil (bis 1901), der Gruppe Mir Iskusstva (“Welt der Kunst”) (1902 bis 1903) und „Union der russischen Künstler“. Einer der ersten Käufer seiner Bilder war der Kunstsammler Pawel Michailowitsch Tretjakow. Żukowski war ein gefeierter, dem Impressionismus verbundener Landschaftsmaler, als ihm 1907 der Titel eines Akademikers verliehen wurde und er sein eigenes Künstleratelier in Moskau eröffnete, in dem er bis 1917 viele Künstler lehrte und förderte, wie etwa die Malerin Ljubow Sergejewna Popowa und den jungen Wladimir Majakowski. Regelmäßig wurde er für seine Bilder ausgezeichnet, so 1909 für das bei der Internationalen Kunstausstellung in München gezeigte Gemälde „Herbstabend“ mit dem zweiten Preis. Im Jahr 1912 reiste er durch Europa, besuchte die Schweiz, Deutschland, Frankreich und Italien. 1916 heiratete er erneut, seine Schülerin Sophia (Sosja) Pawlowna Kwasnezkaja (Софя (Зося) Паўлаўна Кваснецкая).

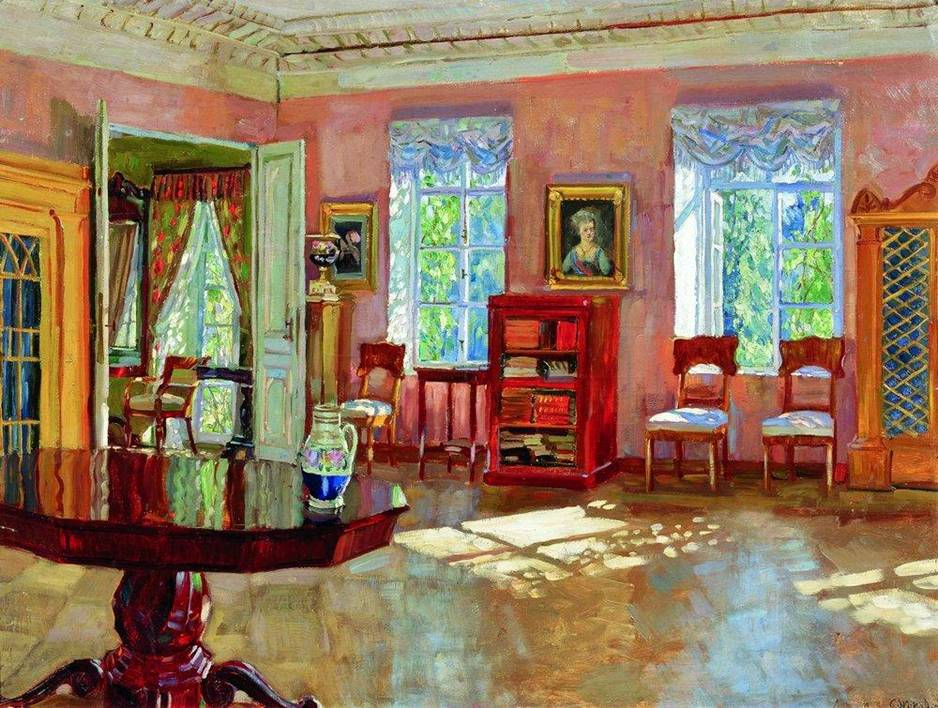
Bibliothek
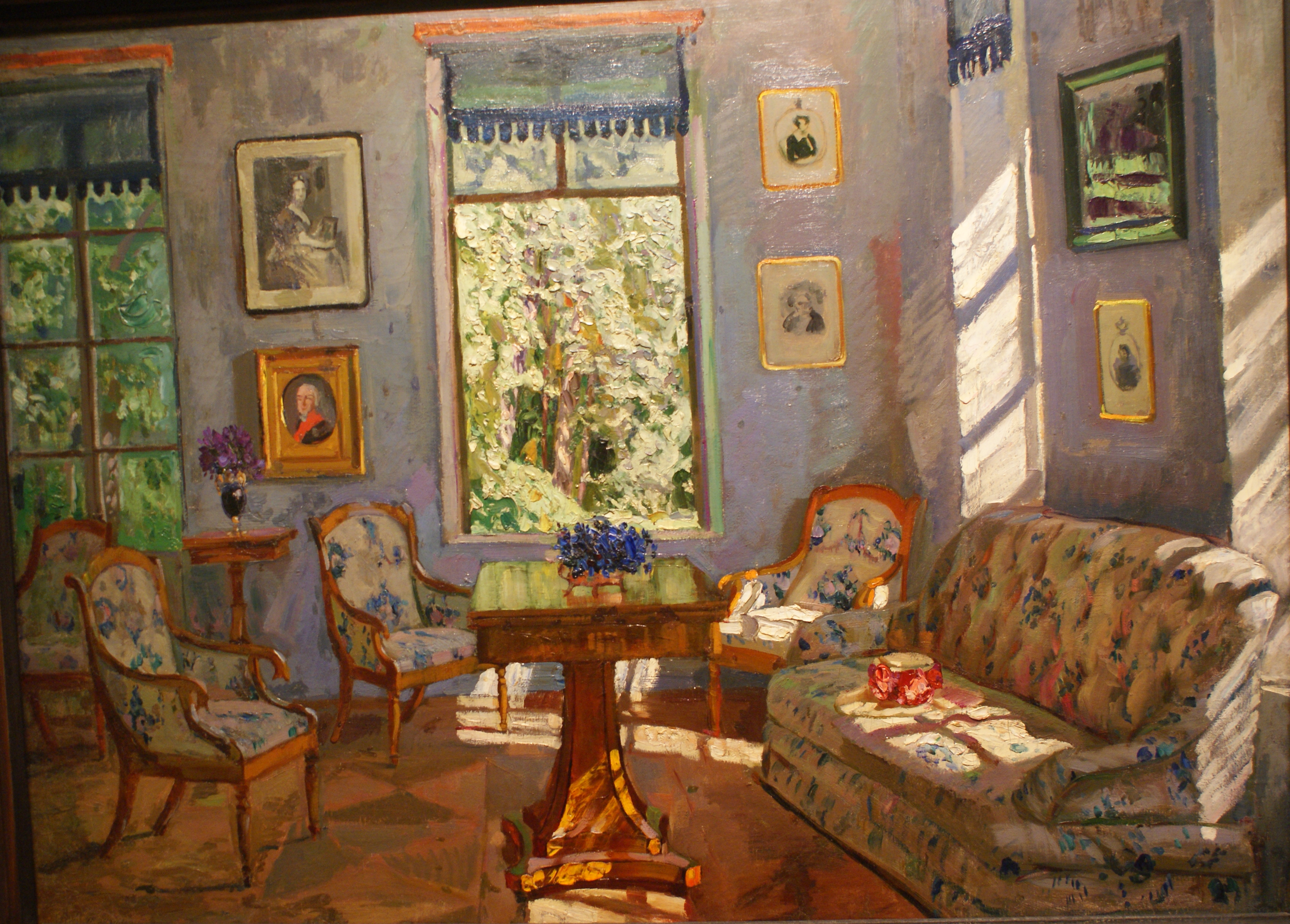
Wohnzimmerecke

Nach der Oktoberrevolution versuchte Żukowski sein Leben neu zu ordnen, arbeitete in der Moskauer Kommission für den Schutz von Kunstwerken und Antiquitäten und war Mitglied des Kollegiums der Künstler an der Staatlichen Tretjakow-Galerie. Von 1919 bis 1921 lebte er in Kirow, arbeitete als Kunstdesigner und Regisseur am dortigen Theater, organisierte 1920 eine Einzelausstellungen, kehrte 1921 nach Moskau zurück. Als Maler widmete Żukowski sich weiterhin der Landschaftsmalerei und dem Interieur alter Landgüter.

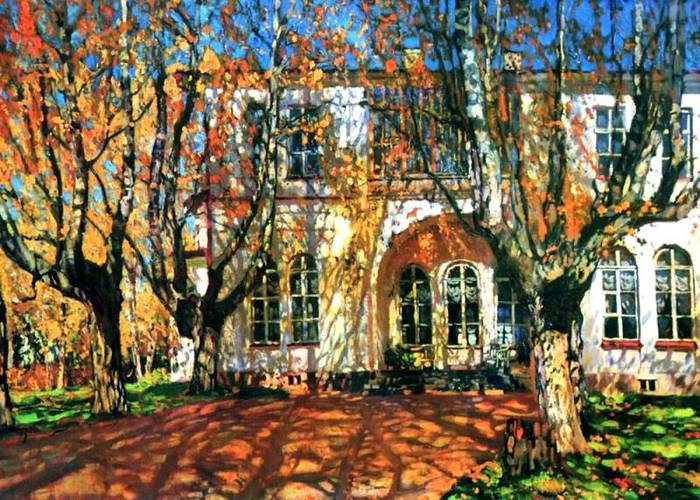
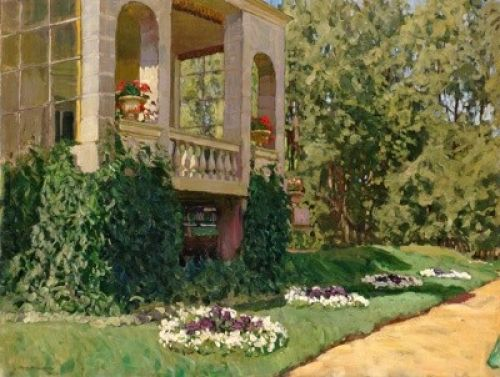

Als er erkannte, dass seine lyrischen Landschaftsmotive, Herrenhäuser und Parks nicht dem Geschmack des „siegreichen Proletariats“ entsprachen, er nicht mehr an Ausstellungen teilnehmen durfte und diese Kunstrichtung zunehmend auch in der sowjetischen Presse kritisiert wurde, verließ er 1923 die Sowjetunion, lebte in Warschau und Krakau, behielt aber noch eine Zeitlang die sowjetische Staatsbürgerschaft. Er arbeitete sehr produktiv, unterrichtete junge Künstler, nahm an Ausstellungen teil. 1924 bis 1925 wurden seine Arbeiten auf einer Wanderausstellung in den USA und Kanada gezeigt, 1929 in Kopenhagen. Von 1925 bis 1939 nahm er an Ausstellungen der Warschauer Gesellschaft zur Förderung der Schönen Künste teil und hatte selbst acht Einzelausstellungen: 1925 in der Pariser Galerie Charpentier, 1929 in Charkiw, 1931, 1934, 1935, 1937 und 1939 in Warschau.

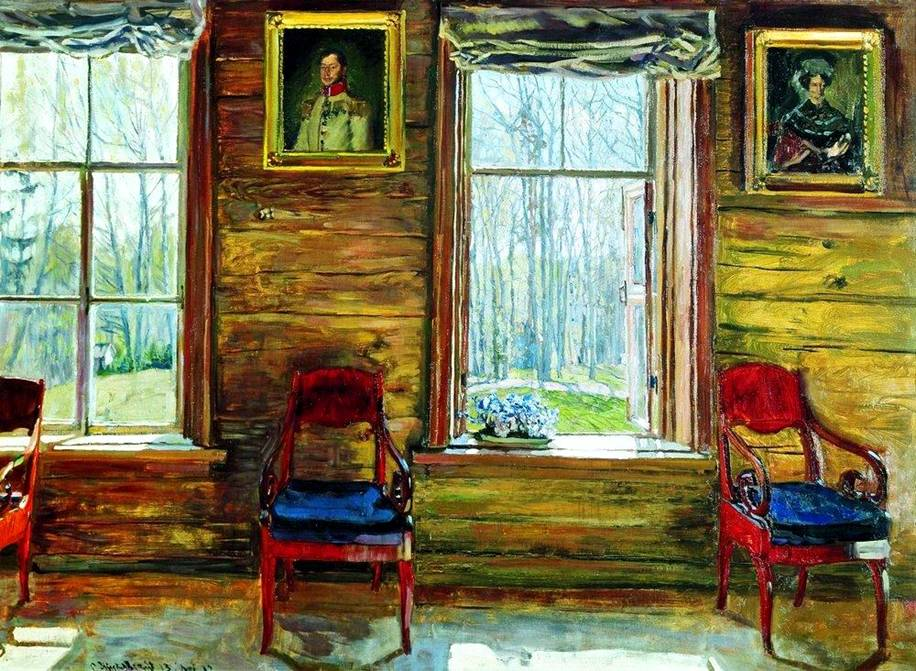

Für seine Gemälde wurde er mit renommierten Auszeichnungen und Preisen bedacht und in der Presse als anerkannter Meister der Landschaftsmalerei gelobt. Er malte Landschaften in Polesien, der Bialowiezer Heide, Innenräume von Palästen und Landgüter. Neben Landschaftsbildern im Jahreszeitenwechsel sind Interieurs und Ausblicke aus Fenstern, die sowohl einen Teil des Innenraums als auch die Landschaft außerhalb erkennen lassen, wiederkehrende Themen.
Während der Besetzung Polens im Zweiten Weltkrieg blieb Żukowski in Warschau. Von den Nationalsozialisten wurde er nach dem Warschauer Aufstand mit anderen Bewohnern Warschaus im Durchgangslager 121 bei Pruszków interniert, wo er im August 1944 starb und in einem Massengrab begraben wurde.
Retrospektiven von Żukowskis Werk wurden 1971 in Moskau gezeigt, 1973 in Leningrad, 1973 bis 1974 und 1995 in Minsk, im Jahr 1989 in Kiew, 1989 in Mogilev und Polozk. Seine Gemälde befinden sich in vielen privaten Sammlungen und Museen, darunter die Staatliche Tretjakow-Galerie, das Russische Museum, das Museum der russischen Kunst in Kiew, das Nationale Kunstmuseum der Republik Belarus in Minsk, das Nationalmuseum Warschau, die Nationalgalerie Krakau und viele andere.